# Jozsef Mikuska
József Mikuska (čit.: Jožef Mikuška; Hajdukovo kod Subotice, 28. travnja 1942. – Osijek, 26. kolovoza 2006.) bio je hrvatski zoolog.

## Školovanje i stručna karijera
Gimnaziju je završio u Subotici, dok je diplomirao 1965. godine na Biološkom odsjeku Prirodoslovno-matematičkog fakulteta (PMF)  Sveučilišta u Zagrebu u struci zoologija. Na istom odsjeku je magistrirao 1969. te doktorirao 1980. godine na temu ekoloških osobina i zaštite Kopačkog rita. Od 1965. do 1969. radio je na Biološkom odsjeku PMF-a u Zagrebu, a potom od 1969. do 1980. na području Kopačkog rita u okviru Instituta "Ilija Đuričić" i  Lovno-šumskog gazdinstva "Jelen" u Bilju.
Od 1981. godine radio je na Katedri za biologiju Pedagoškog fakulteta Sveučiliša Josipa Jurja Strossmayera u Osijeku u svojstvo redovitog profesora, voditelja katedre i dekana fakulteta, a potom, zbog preustroja osječkog Sveučilišta, na Zavodu za biologiju Filozofskog fakulteta i od 2005. do smrti na Odjelu za biologiju osječkog Sveučilišta. Bio je suradnik Zavoda za ornitologiju HAZU i član Znanstvenog savjeta HAZU u Osijeku te više stručnih udruga.

## Znanstveni rad
Objavio je više od 200 znanstvenih, stručnih i znanstveno-popularnih radova iz ornitologije, mamologije, herpetologije, ihtiologije, entomologije i imunologije i bio je voditelj niza znanstvenih projekata. Posebno se bavio vlažnim i močvarnim staništima i pticama močvaricama, od Ludoškog jezera kod Subotice, gdje je započela njegova prirodoslovna karijera, do Kopačkog rita, u kom je proveo većinu svog života.
Osim istraživanja, istrajno je radio i na zaštiti prirode, vlažnih i močvarnih staništa i Kopačkog rita. Kao prvi ravnatelj sudjelovao je u utemeljenju Javne ustanove "Park prirode Kopački rit".
Godinama je vodio programe monitoringa gniježđenja velikih vranaca, čaplji i drugih kolonijalnih vrsta ptica u Kopačkom ritu. Bio je nacionalni koordinator međunarodnog prebrojavanja ptica močvarica (1967. – 1999.). Smatra se specijalistom za čaplje.

## Zaštita prirode
Tijekom rada na Institutu "Ilija Đuričić" i LŠG Jelen, bio je jedna od ključnih osoba zaslužnih za pokretanje postupaka zaštite područja Kopačkog rita, posebice dijela područja koje danas pripada Specijalnom ornitološkom rezervatu. Sve do smrti aktivno je bio uključen u sve aktivnosti funkcionalne zaštite cjelokupnog područja Kopačkog rita. 1980. do 1983. godine bio je glavni konzultant pri snimanju prvog dugometražnog dokumentarnog filma o Kopačkom ritu Posljednja oaza.

## Djela
Autor je nekoliko knjiga o pticama, vodozemcima i gmazovima Kopačkog rita te drugih publikacija. Bio je glavni urednik časopisa  Hrvatskog društva za zaštitu ptica i prirode "Troglodytes" te dugogodišnji član uredničkog odbora časopisa  Društva za promatranje i proučavanje ptica Slovenije "DOPPS-Birdlife Slovenia".

### Knjige
- Mikuska, Jozsef; Mikuska, Tibor; Mikuška, Alma; Romulić, Mario: "Vodozemci", Filozofski fakultet, Osijek, 2004. (priručnik)
- Mikuska, Jozsef (urednik): "Kopački rit: fotomonografija", Romulić d.o.o., Osijek, 2003. (monografija)
- Mikuska, Jozsef; Mikuska, Tibor; Romulić, Mario: "Vodič kroz biološku raznolikost Kopačkog rita - PTICE", Matica hrvatska Osijek, Osijek, 2002. (priručnik).
- Mikuska, Jozsef (urednik): "Park prirode Kopački rit - Prijedlog za upis na Listu svjetske prirodne baštine", Javna ustanova "Park prirode Kopački rit", Osijek, 1999. (monografija).

## Članci
Znanstvene i stručne radove objavljivao je u časopisima (Acrocephalus, Acta Universitatis Carolinae Biologica, Annali Zavoda za znanstveni i umjetnički rad u Osijeku, Ekološki glasnik, Folia Entomologica Hungarica, Fragmenta entomologica, Larus, National geographic Hrvatska, Periodicum Bilogorum, Priroda) i zbornicima.
Objavio je, samostalno ili kao suautor, i više popularnih radova:
- "Afrička žličarka u Kopačkom ritu (2005.)
- "Rika u Kopačkom ritu" (2005.)
- "Nebeski ljepotani i u Hrvatskoj" (2004.)
- "Carstvo životinja" (2004., s Marijem Romulićem)
- "Crvenokljuni labudovi na Dravi u Osijeku - Kad su stajaćice okovane ledom, labudovi sele na rijeke" (2003., s Ivančicom Jurčević)
- "Zanimljivosti iz života kukaca (Insecta) - parenje obada (Tabanidae)" (2002., sa Stjepanom Krčmarom)
- "Raj za šljukarice" (2002.)
- "Vijesti iz Kopačkog rita: rode otišle put juga" (2002.)
- "Vijesti iz Kopačkog rita: počela rika jelena" (2002.)
- "Europski dabrovi nakon dva stoljeća ponovo u Kopačkom ritu" (2002.)
- "Vijesti iz Kopačkog rita: gnijezde se šljukarice" (2002.)
- "Vijesti iz Kopačkog rita: stigle su bijele žličarke" (2002.)
- "Vijesti iz Kopačkog rita: žuta pčelarica - ptica najljepših boja" (2002.)
- "Vijesti iz Kopačkog rita: zabilježena prva gniježđenja rijetke crvenonoge   vlastelice" (2002.)
- "Povratak crvenovrate guske, Branta ruficollis" (2002., s Almom Mikuška)
- "Galeb ćukavac na ribnjacima kod Podunavlja" (2002., s Almom Mikuška)
- "Fauna obada (Diptera: Tabanidae) okolice Osijeka" (1997., sa Stjepanom Krčmarom, Paulom Durbešić, Jozom Franjićem i Sanjom Vidović)

## Ostalo
Bio je mentor u 15 diplomskih radova i u jednom magistarskom radu, od kojih se neki odnose na Kopački rit, Osječko-baranjsku županiju i Slavoniju:
- Kornelija Kraljević: "Fauna i ekologija riba Kopačkog rita" (2002.)
- Vlatko Rožac: "Ornitofauna grada Osijeka i okolice" (2002.)
- Zrinka Šindler: "Gniježđenje bijele rode, Ciconia ciconia, na području Đakovštine" (2002.)
- Vesna Pavoković: "Gniježđenje i ekologija vrane gačca, Corvus frugilegus L., na području Osječko-baranjske županije" (2001.)
- Saša Lakić: "Ornitofauna bare Dvorine i Gajne" (2000.)
- Nikolina Špoljarić: "Gniježđenje  orla štekavca (Haliaeetus albicilla) u Kopačkom ritu" (2000.)
- Miroslav Grabar: "Gniježđenje vrane gavrana, Corvus corax, na području Đakova" (1999.)
- Ljiljana Grgić: "Ornitofauna ribnjaka 'Grudnjak'" (1998.)
- Marta Firanj: "Ornitofauna ribnjaka 'Našička Breznica'" (1997.)
- Nenad Perić: "Ornitofauna ribnjaka 'Donji Miholjac' i rezervata 'Podpanj'" (1997.)

Pored istraživačkog rada bavio se i fotografijom.

## Nagrade i priznanja
Dobitnik je brojnih nagrada i priznanja te je nositelj počasnog doktorata Sveučilišta u Pečuhu u Mađarskoj.

## Posljednje počivalište
Pokopan je na groblju u Kopačevu (Baranja) 31. kolovoza 2006. godine.

## Vanjske poveznice
- Jozsef Mikuska  Arhivirana inačica izvorne stranice od 30. rujna 2007. (Wayback Machine)
- Hrvatska znanstvena bibliografija (CROSBI) - Jozsef Mikluska